# Leioproctus carinatifrons
Leioproctus carinatifrons är en biart som först beskrevs av Cockerell 1929.  Leioproctus carinatifrons ingår i släktet Leioproctus och familjen korttungebin. Inga underarter finns listade i Catalogue of Life.

## Bildgalleri

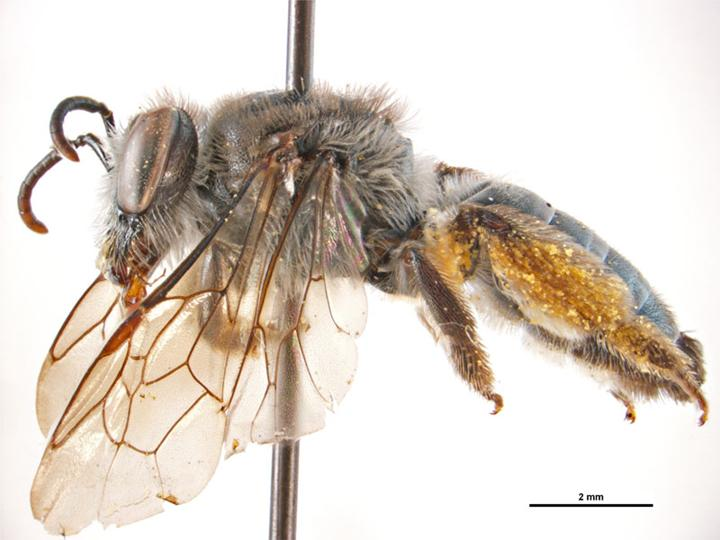
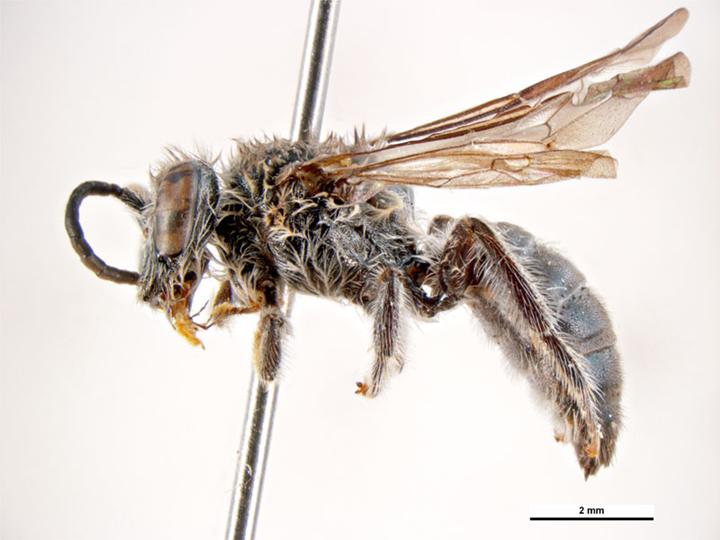